# Toeja (vrouw van Joeja)

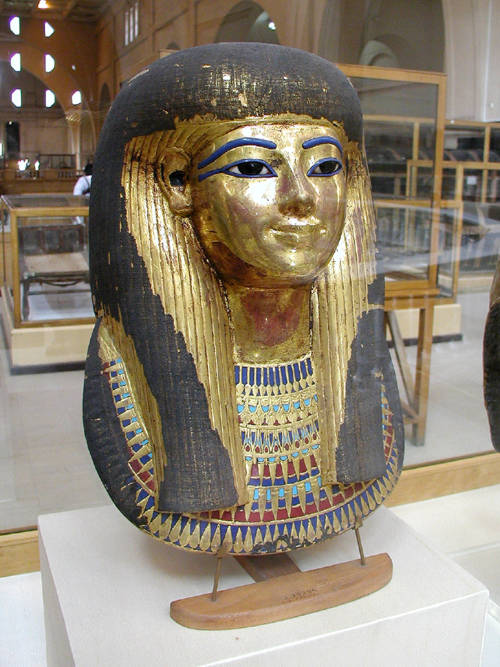
Masker van Toeja
Egyptisch Museum

Toeja (ook wel gespeld als Toejoe, Thuya, Thuyu of Tjoeyoe) was in de 18e dynastie van het oude Egypte de vrouw van de rijke zakenman Joeja. Samen met haar man werd ze begraven in graf DK 46 in de Vallei der Koningen.

## Familie
Toeja werd geboren als nakomeling van koningin Ahmose-Nefertari en had dus gedeeltelijk koninklijk bloed. Joeja en Toeja kregen  één dochter, Teje, die de eerste vrouw van farao Amenhotep III werd en daarmee koningin werd. Daarnaast waren zij de ouders van een zoon Aänen, die de functie  van hogepriester van Ra in Thebe had. Ook van Eje, die Toetanchamon als farao opvolgde, wordt gezegd dat hij een gevolg is van het huwelijk tussen Joeja en Toeja, maar dat is nog niet zeker. De latere invloedrijke farao Achnaton was de kleinzoon van Joeja en Toeja.
Amenhotep III werd farao tussen zijn zesde en twaalfde jaar. Hij trouwde met Teje in het tweede jaar van zijn regeringsperiode. Men neemt aan dat de feitelijke macht bij Joeja en Toeja heeft kunnen liggen.

## Graf DK 46
Yuya en Toeja werden begraven in graf DK 46. Dat graf werd in februari 1905 gevonden door de egyptoloog James E. Quibell en was tot de ontdekking van het graf van Toetanchamon in 1922 het best bewaard gebleven graf uit de Egyptische oudheid. Egyptoloog Arthur Weigall, die bij de ontdekking van het graf aanwezig was, schreef later aan zijn vrouw:

...toen onze ogen aan het kaarslicht gewend raakten zagen we een schouwspel waarvan ik gerust kan zeggen dat geen levend persoon het ooit heeft gezien. ... Midden in de ruimte stonden twee enorme houten, met goud ingelegde sarcofagen. De deksels waren losgewrikt door plunderaars (in de oudheid) en men had de kisten die erin lagen omgewoeld zodat de twee mummies open en bloot lagen. Overal om de sarcofagen heen waren er - bijna tot de zoldering opgestapeld - stoelen, een tafel, bedden, vazen ... alles in perfecte staat ... In een hoek stond een staatsiewagen - volkomen gaaf ... Hier een partij schitterend geschilderde vazen, daar weer een berg gouden en zilveren figuurtjes. In een hoek stonden enkele wijnkruiken, de deksels waren met touw vastgebonden; er stond ook een kolossale albasten kan bij met nog vloeibare honing. ...

Reeves beweert dat Joeja en Toeja de mooiste mummies zijn die men ooit gevonden heeft.

## Titels
Ongetwijfeld genoot Toeja groot aanzien; haar naam werd genoemd op gedenkscarabee van het huwelijk van Amenhotep III en haar dochter, die de titel grote koningsvrouw kreeg. Haar eigen titels waren:
- koningsmoeder van de grote koninklijke gemalin
- hoofd van de harem van Min (mythologie)
- hoofd van de spelers van Min
- zangeres van Amon (mythologie)
- hoofd van de spelers van Amon
- zangeres van Hathor (godin)